# Фальбрух
Фальбрух (нем. Vahlbruch) — община в Германии, в земле Нижняя Саксония.
Входит в состав района Хольцминден. Подчиняется управлению Полле. Население составляет 465 человек (на 31 декабря 2010 года). Занимает площадь 14,19 км².
| Год  | Население |
| ---- | --------- |
| 1990 | 550       |
| 1995 | 628       |
| 2000 | 554       |
| 2005 | 545       |
| 2010 | 471       |